# Ligne 7 du tramway de Lyon
Pour les articles homonymes, voir Ligne 7.
La ligne 7 du tramway de Lyon, plus simplement nommée T7, est une ligne de tramway de la métropole de Lyon qui traverse les communes de Vaulx-en-Velin et Décines-Charpieu entre les stations Vaulx-en-Velin - La Soie et Décines - OL Vallée. Son inauguration était prévue le 2 novembre 2020 mais est reportée à la suite du reconfinement dû à la pandémie de Covid-19. Elle a lieu le 1er février 2021.
Empruntant l'infrastructure de T3 et Rhônexpress sur la majorité de son parcours, elle est la première ligne du tramway de Lyon à ne pas nécessiter la construction de nouvelles voies. Elle est aussi la première à ne pas desservir la ville de Lyon.
La fréquence de cette ligne est de 15 minutes en journée et de 30 minutes après 22 h. En desservant les stations Vaulx-en-Velin - La Soie, Décines - Centre et Décines - Grand Large, elle offre près de 25 % de capacité supplémentaire sur ce tronçon pour les voyageurs de T3. La ligne est renforcée en cas d'événement à la LDLC Arena ou de match de l'OL Lyonnes où le dispositif spécial de desserte événementielle n’est que rarement déclenché.
La ligne T7 est exploitée avec des rames Citadis 302 en semaine et Citadis 402 le week-end, remisées au centre de maintenance tramway de Meyzieu.

## Histoire
À l'origine, la desserte du Parc Olympique lyonnais était effectuée au moyen de navettes tramways (au départ de Part-Dieu - Villette Sud, Vaulx-en-Velin - La Soie et Meyzieu - Les Panettes) ne circulant qu'en cas d'évènement, sur le modèle de la desserte d'Eurexpo à Bron avec la ligne T5.

## Tracé et stations

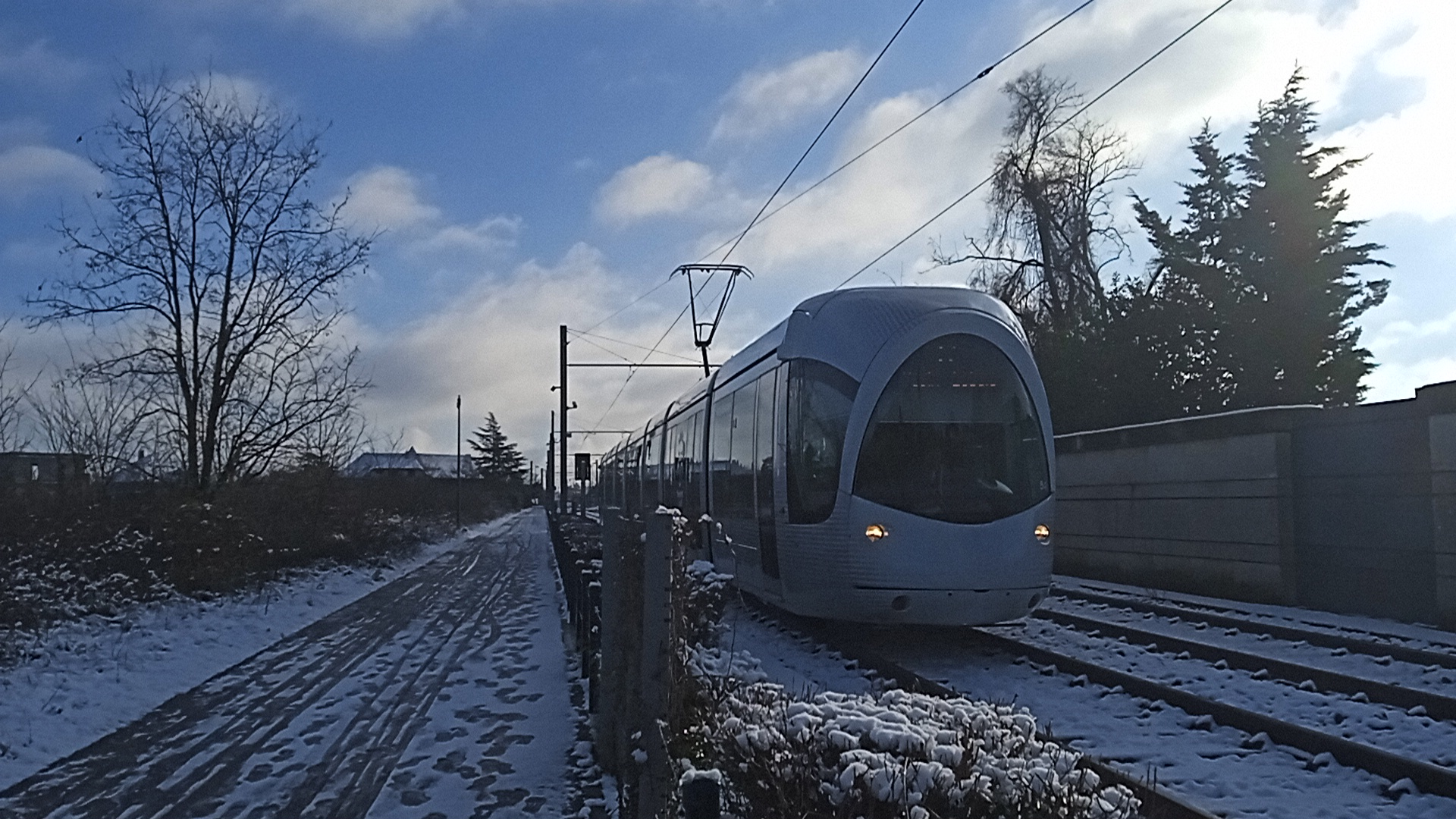
Rame Citadis 402 sur la ligne T7 entre Décines - OL Vallée et Décines - Grand Large.

La ligne comprend cinq stations :
|  |   |  | Station                  | Communes desservies | Correspondances |
|  | - |  | ------------------------ | ------------------- | --- |
|  | ■ |  | Vaulx-en-Velin - La Soie | Vaulx-en-Velin      | Ligne oui · Ligne MA · Ligne oui · Ligne T3 · Ligne RX · Ligne oui · Ligne C8 · Ligne C15 · Ligne oui · Ligne 16 · Ligne 28 · Ligne 52 · Ligne 52E · Ligne 68 · Ligne oui · Ligne N80 · Ligne N83 · Ligne N100 · Ligne oui · Ligne Zi3 · Ligne Zi4 · Ligne Zi5 · Parc relais |
|  | • |  | Décines - Roosevelt      | Décines-Charpieu    | (à l'arrêt Grosso - Roosevelt) |
|  | • |  | Décines - Centre         | Décines-Charpieu    | Ligne oui · Ligne T3 · Ligne oui · Ligne 57 · Ligne 67 · Ligne 79 · Parc relais |
|  | • |  | Décines - Grand Large    | Décines-Charpieu    | Ligne oui · Ligne T3 · Ligne oui · Ligne 16 · Ligne 57 · Ligne 76 · Ligne 79 · Ligne 85 · Parc relais |
|  | ■ |  | Décines - OL Vallée      | Décines-Charpieu    | Ligne oui · Ligne 85 |

## Raisons de la desserte

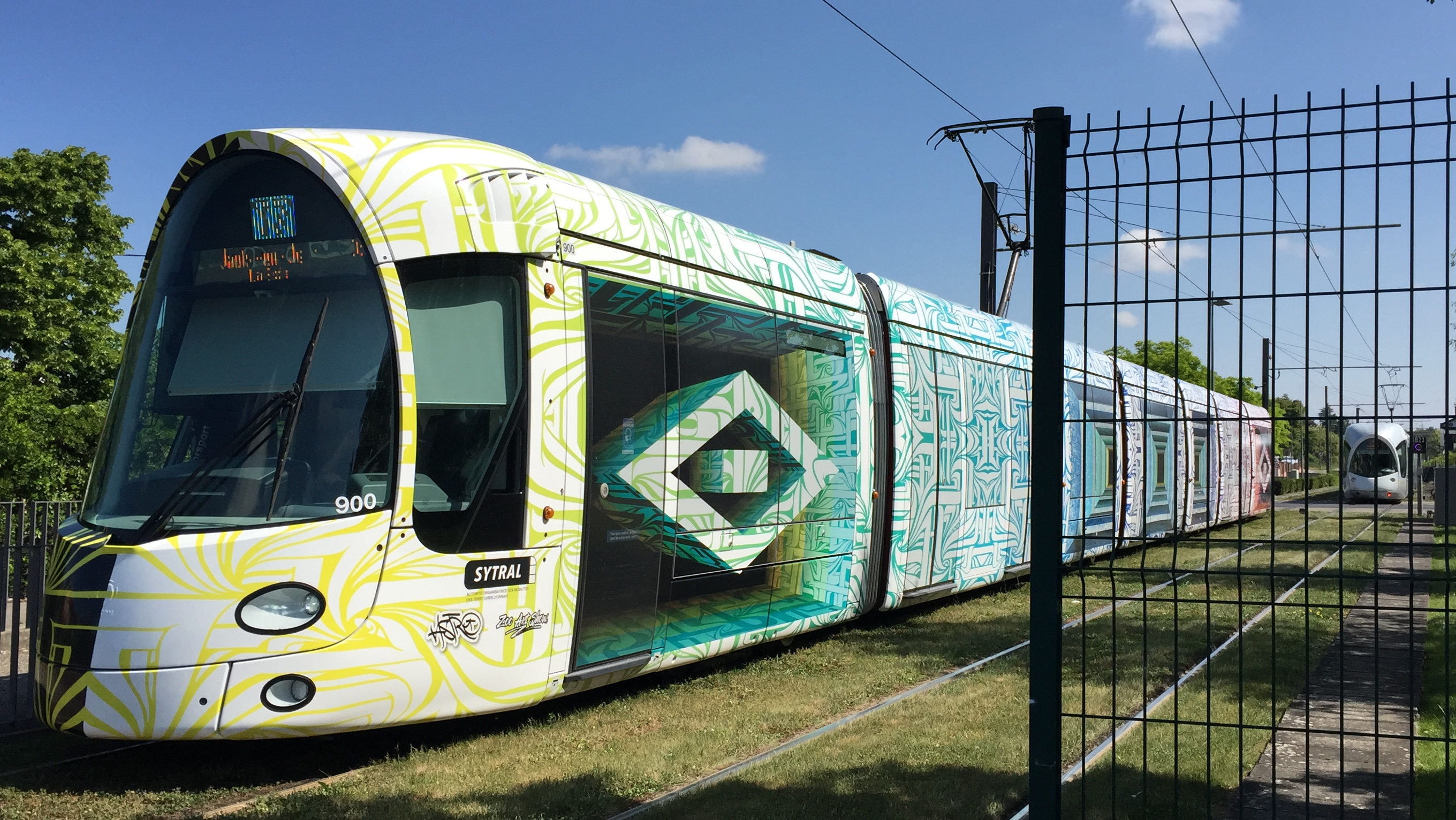
Rame Citadis 402NG sur la ligne T7 arrivant à Décines - Centre direction Vaulx-en-Velin - La Soie

La création de la ligne T7 contribue à désaturer la ligne T3, qui connaît des problèmes de charge en heure de pointe. Plusieurs corollaires sont induits par son tracé :
- L'exploitation d'un tramway en ville partagée avec la chaussée permet des vitesses moins élevées, des arrêts potentiellement moins espacés et des risques de retard supplémentaires par rapport à l'exploitation d'un tramway avec ballast et passages à niveau, comme c'est le cas du T3 en dehors de Lyon, qui emprunte les emprises de l'ancienne ligne de Lyon-Est à Aoste-Saint-Genix. Cela peut expliquer la création d'un nouveau tronçon en dehors de Lyon, contrainte par la difficulté d'augmenter les fréquences à l'intérieur de Lyon.
- La création du terminus ouest à Vaulx-en-Velin - La Soie favorise la correspondance avec la ligne A du métro de Lyon, et donc le repli sur cette ligne.
- La création du terminus est à Décines - OL Vallée, station dont les quais ont été aménagés pour une utilisation régulière (aucun mobilier n'était présent), permet d'ajouter une capacité de stationnement des rames, afin de ne pas interférer à ce moment-là avec les navettes T3 et Rhônexpress[4].